# Noterinae
Noterinae es una subfamilia de coleópteros de la familia Noteridae. 
Tiene los siguientes géneros.

## Géneros
- Canthydrus - Hydrocanthus - Mesonoterus - Noterus - Notomicrus - Neohydrocoptus - Pronoterus - Renotus - Siolius - Suphis - Suphisellus - Synchortus[1]